# Stillgewässer bei Kluse
Stillgewässer bei Kluse este o arie protejată (arie specială de conservare — SAC, sit de importanță comunitară — SCI) din Germania întinsă pe o suprafață de 52,11 ha, integral pe uscat.

## Localizare
Centrul sitului Stillgewässer bei Kluse este situat la coordonatele 52°55′05″N 7°21′51″E / 52.9181°N 7.3642°E.

## Înființare
Situl Stillgewässer bei Kluse a fost declarat sit de importanță comunitară în februarie 2006 pentru a proteja 1 specie de plante. Situl a fost protejat și ca arie specială de conservare în noiembrie 2018.

## Biodiversitate
Situată în ecoregiunea atlantică, aria protejată conține 2 habitate naturale: Ape stătătoare oligotrofe până la mezotrofe, cu vegetație de Littorelletea uniflorae și/sau de Isoëto-Nanojuncetea, Depresiuni pe substraturi de turbă de Rhynchosporion.
La baza desemnării sitului se află o specie protejată de  plante: Luronium natans.
Pe lângă speciile protejate, pe teritoriul sitului au mai fost identificate 5 specii de plante.